# Вон Гюн
Вон Гюн (кит. 元均, кор. 원균; 12 февраля 1540 — 28 августа 1597) — корейский военный деятель периода правления династии Чосон, адмирал флота во время Имдинской войны с Японией.
Родился близ современного города Пхёнтхэк в семье военных, носившей фамилию Вон.
Принимал участие в борьбе против кочевых племен чжурчжэней на северной границе Кореи, где и прославился. Находился на посту генерала провинции Хамгён.
В 1592 году, за 2 месяца до начала Имдинской войны, был отправлен на юг страны и назначен адмиралом Правого флота провинции Кёнсан. В апреле того же года без боя бежал от японской армады, спасая вверенный ему флот. После этого воевал под командованием Ли Сунсина, адмирала Левого флота провинции Чолладо.
Отмечался вспыльчивым характером, воинственностью и алкоголизмом, из-за которых находился в конфликте со своим командиром, поклонником литературы, поэзии и искусств. В 1597 году благодаря доносу на Ли Сунсина занял его пост адмирала корейского флота трёх провинций.
Погиб 28 августа 1597 года в битве в проливе Чхильчхоллян под ударами японского флота Тодо Такаторы.
В исторической литературе и искусстве Кореи выступает как отрицательный персонаж из-за прижизненной славы жестокого командира и конфликта с Ли Сунсином, национальным героем Кореи.